# Kolonna Eterna
Kolonna Eterna, también conocida como el Monumento del Milenio, es una columna monumental del siglo XXI en San Gwann, Malta. La columna es un arte abstracto diseñado por Paul Vella Critien, un artista local de Malta que realizó sus estudios y experiencia en Italia y Australia.
El monumento es una conmemoración del nuevo (tercer) milenio como parte de una iniciativa del Ayuntamiento de San Gwann. El monumento fue inaugurado en 2003 por el Primer Ministro de Malta Edward Fenech Adami. El monumento atrajo la atención nacional porque se describió en gran medida como de apariencia fálica . El monumento se encuentra frente a la Capilla de Santa Margerita .

## Historia
Kolonna Eterna fue el primer monumento local de Paul Vella Critien que se instaló en un espacio público y se ofició el 27 de febrero de 2003. Detrás del proyecto estaba el Ayuntamiento de San Gwann, que impulsó la idea de decorar los jardines públicos con la inclusión del arte de artistas locales bien establecidos. Paul Vella Critien recibió educación artística en Italia y ya tenía experiencia como artista cuando vivía en Australia. Desde su erección, el monumento ya había llamado la atención del público por su apariencia fálica; sin embargo, la intención del autor era representar un obelisco egipcio apuntando a los cielos abiertos como símbolo de la eternidad.

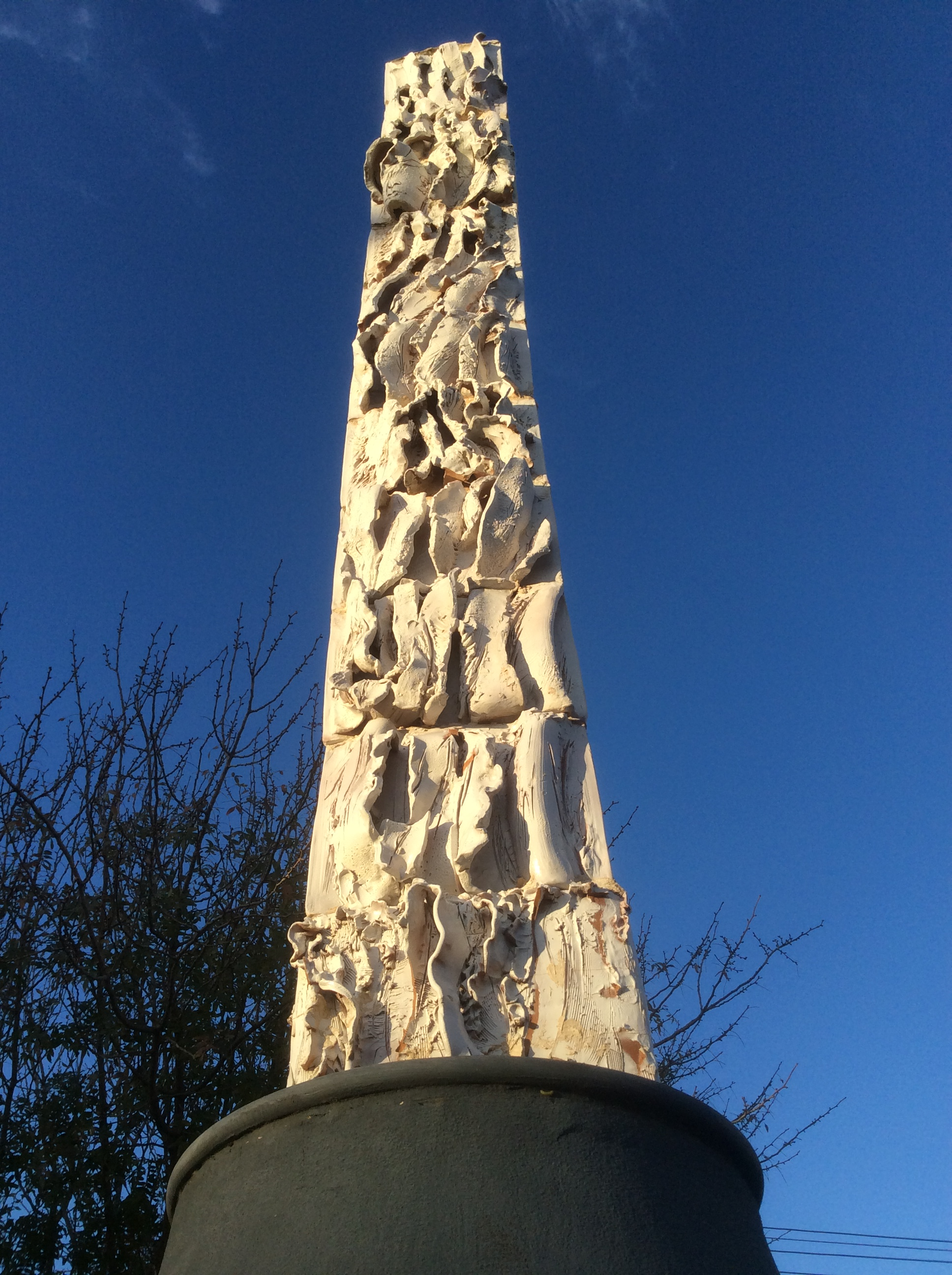
Detalle de Kolonna Eterna desde el frente

La estructura de cerámica de 6 metros fue inaugurada por el entonces primer ministro en ejercicio Edward Fenech Adami, más tarde presidente de Malta. El monumento contó con un acto público al que asistieron el propio Primer Ministro, el artista, el alcalde de San Gwann, concejales locales, miembro del Partido Nacionalista, distintos políticos, público en general y medios de comunicación locales como el Times of Malta.
Posteriormente a la Kolonna Eterna, Paul Vella Critien fue invitado a crear otro Monumento por el Gobierno de Malta bajo el Primer Ministro Lawrence Gonzi. La apariencia fálica diferente pero similar es la Colonna Mediterranea en Luqa, Malta. A diferencia de Kolonna Eterna, el Monumento de Luqa no tenía permisos legales para su erección en el lugar, tuvo una oposición firme por parte del alcalde local, se encuentra en las periferias de Luqa y no bajo la responsabilidad del consejo local y tuvo oposición local específicamente debido a la visita del Papa Benedicto XVI a Malta donde el móvil del Papa debía pasar por allí.
Sin embargo, el público en general de San Gwann tiene varios monumentos artísticos que se están erigiendo en diferentes lugares y el Kolonna Eterna integrado en gran medida dentro del paisaje de la zona; aunque algunos lugareños han pedido su eliminación debido a su naturaleza fálica.